# Буйюкада (острів)
Бююкада або Принців острів (тур. Büyükada, грец. Πρίγκηπος, болг. Принцов остров) — найбільший острів серед Принцевих островів в Мармуровому морі біля Стамбула. Площа острова 5,36 км², населення становить 7335 осіб (2000).

## Географія

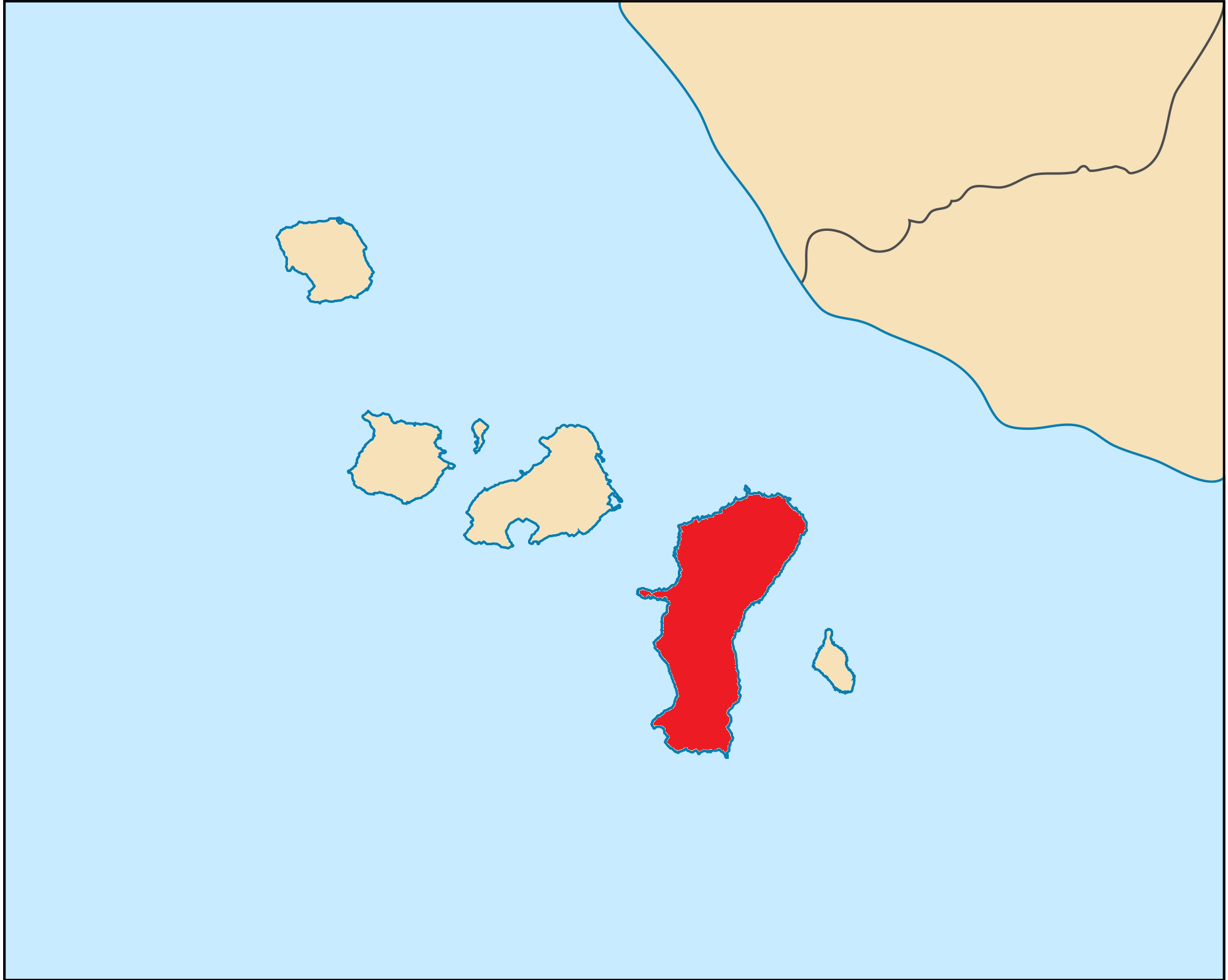
Острів Бююкада серед Принцевих островів.

Розташований за 2,3 км на південь від узбережжя, від якого відділений протокою Бююкада. Офіційно острів Бююкада належить до Стамбульського округу Адалар. Ділиться на два округи — Нізам і Маден.
Основна частина житлової забудови зосереджена в північній і північно-східній частині острова, де знаходиться селище Бююкада. На західному березі знаходиться населений пункт Низам, на північно-східному — Тепекей. Південна, більш гориста частина острова практично не заселена.
Острів складається з двох пагорбів. Пагорб на південній частині називається Йорги, його висота 211 м. Пагорб, розташований на північній частині острова, називається Христос. У долині між пагорбами знаходиться церква і монастир Св. Миколая (Айос-Ніколас) і колишня ярмаркова площа, звана Луна-Парк. У західній частині острова знаходиться мис Діль-Бурну (Dil Burnu), а на півдні острова розташований пляж.

## Назва
Турецька назва острова (тур. Büyükada) перекладається як «великий острів». Грецька назва острова (грец. Πρίγκηπος) означає «принц», болгарська назва (болг. Принцов остров) перекладається так само.

## Історія
У Візантійську епоху острів був місцем заслання знатних осіб. Також тут знаходилися монастирі. На початку XIV століття його накрила хвиля грецьких біженців з Малої Азії, які шукали тут порятунку від наступу турків.
На початку XX століття на Бююкада султаном і його наближеними були побудовані вілли.
Після революції на острові жив російський князь Дмитро Голіцин, який помер тут у 1920 році і похований на кладовищі місцевої православної церкви. Після висилки з СРСР в лютому 1929 року, на Бююкада чотири роки жив Лев Троцький.
До 1950-х років (стамбульського погрому) значну частину населення острова складали грецькі рибалки, а також заможні греки, євреї і вірмени.

## Сучасність
Населення становить близько 7 тисяч осіб. Як і на інших островах архіпелагу, єдиний дозволений вид громадського транспорту тут — гужовий. Мешканці (крім працівників спеціальних служб) і мандрівники пересуваються по острову пішки, на велосипедах, кінних возах і на осликах; підйом на гору Йорги можливий тільки пішки або верхи на коні.

## Пам'ятки

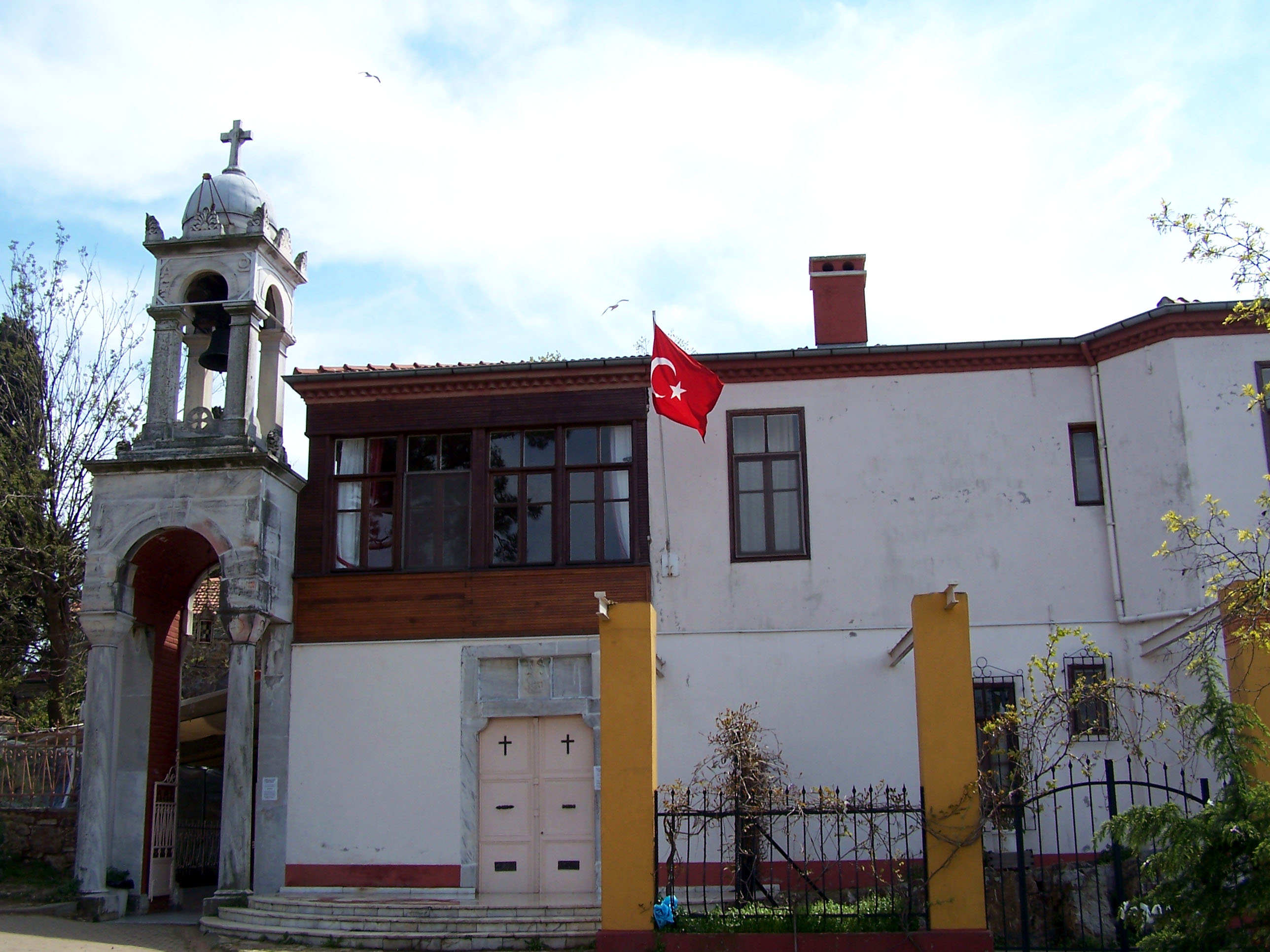
Дзвіниця і вхід в монастир Святого Георгія Кудунського.

На острові розташовані такі православні церкви і монастирі:
- Монастир Святого Георгія Кудунського, заснований, як заведено вважати, в 963 році[6] на вершині південного пагорба, найвищій точці острова
- монастир «Христос» (Преображення Господнього) — на вершині північного пагорба
- церква і монастир Св. Миколая (Айос-Ніколас, Aziz Nicola Rum manastir) — між двома пагорбами на східному березі
- храм Димитрія Солунського (грец. Ναός τοῦ Ἅγίου Δημητρίου Μυροβλύτου) 1856 року побудови в основному населеному пункті острови (Alacam Sokak 17)
- храм «Панагія» коло стоянки фаетонів

Мечеть Гамідіє (Hamidiye Camii) побудована султаном Абдул-Гамідом II 1892-1893 роки; є синагога, і вірменський католицький храми. Зберігся ряд особняків, побудованих грецькими багатіями у пізню оттоманську епоху. В запустінні продовжує знаходиться найбільша дерев'яна будівля Європи, відома як «Грецький притулок» (Prinkipo Palace) на пагорбі Христос (Isa Tepesi): будівлю було побудовано французькою компанією в 1898 році як готель і казино, але на її відкриття не було отримано дозволу від Абдул-Гаміда і вона служила притулком для дітей грецького походження з 1903 до 1964 року; у червні 2010 року Патріархат виграв в Європейському суді з прав людини позов проти уряду Туреччини про право власності на споруду і планує провести його реставрацію.

## Галерея

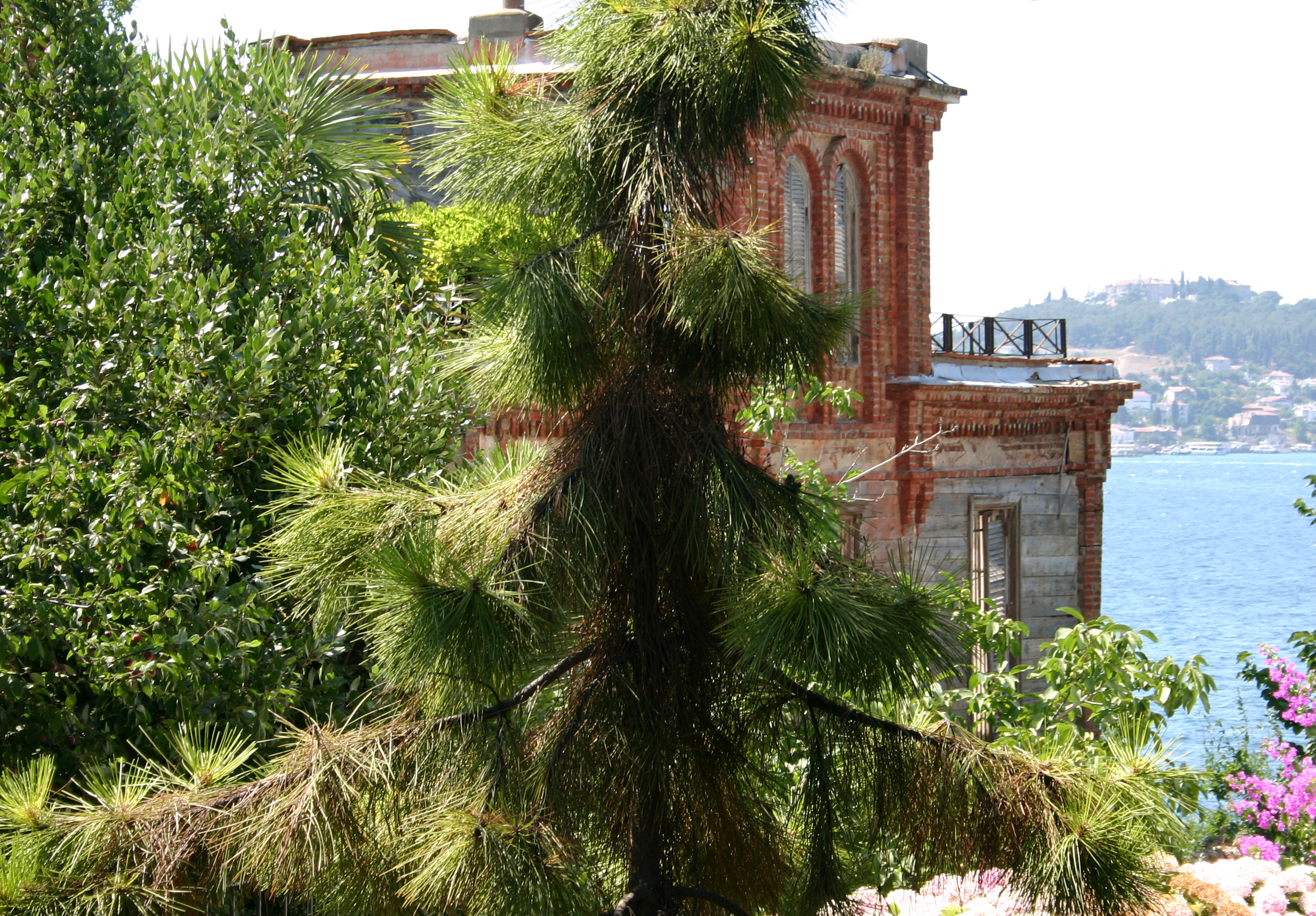
Будинок, в якому проживав Лев Троцький у 1929-1933 роках
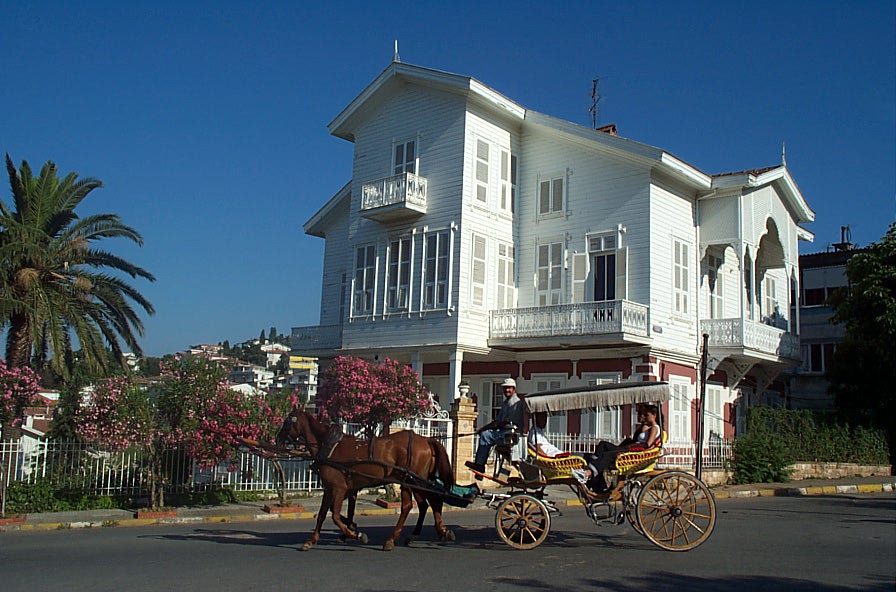
Кінний екіпаж
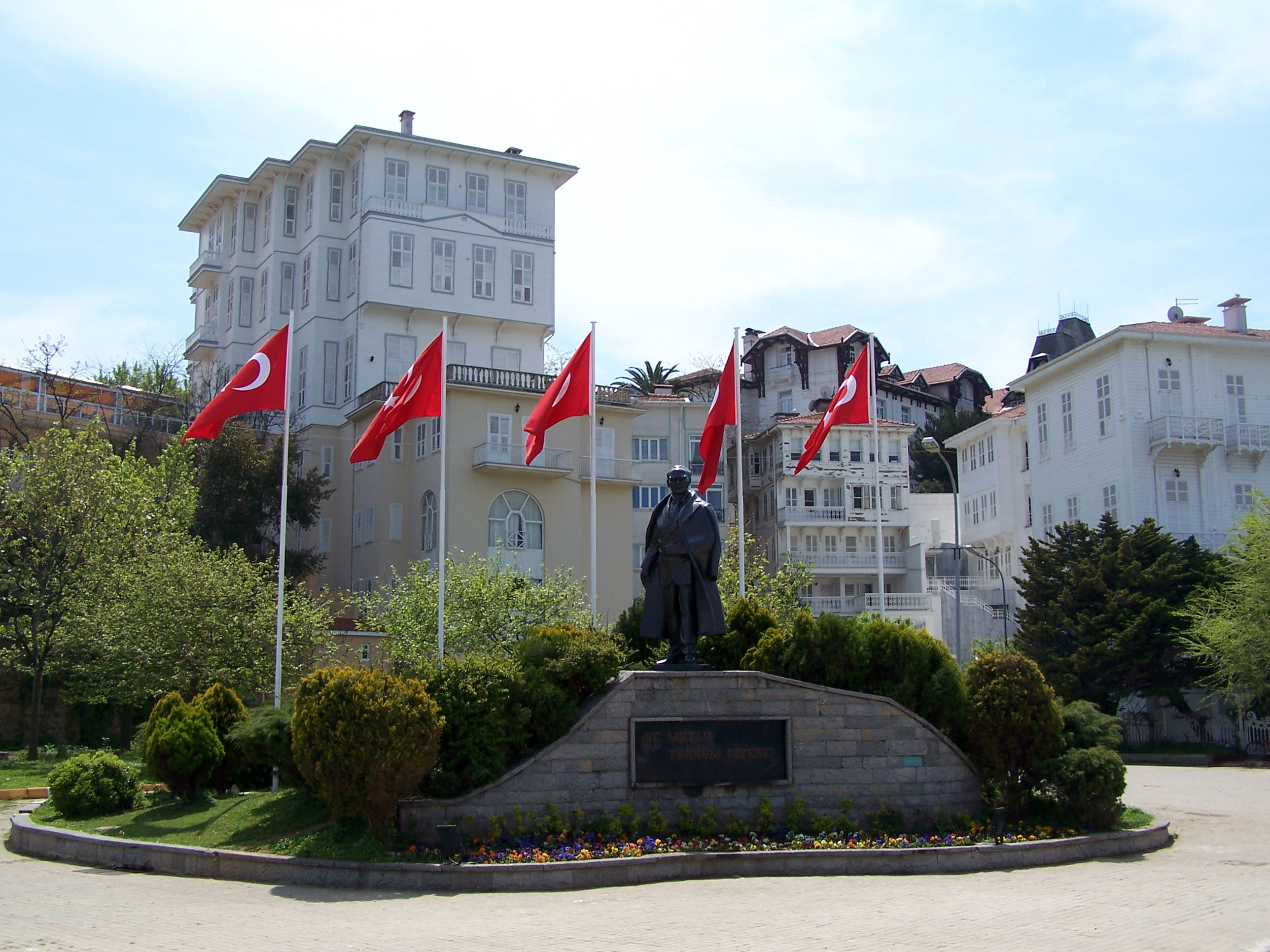
Центральна площа зі статуєю Ататюрка
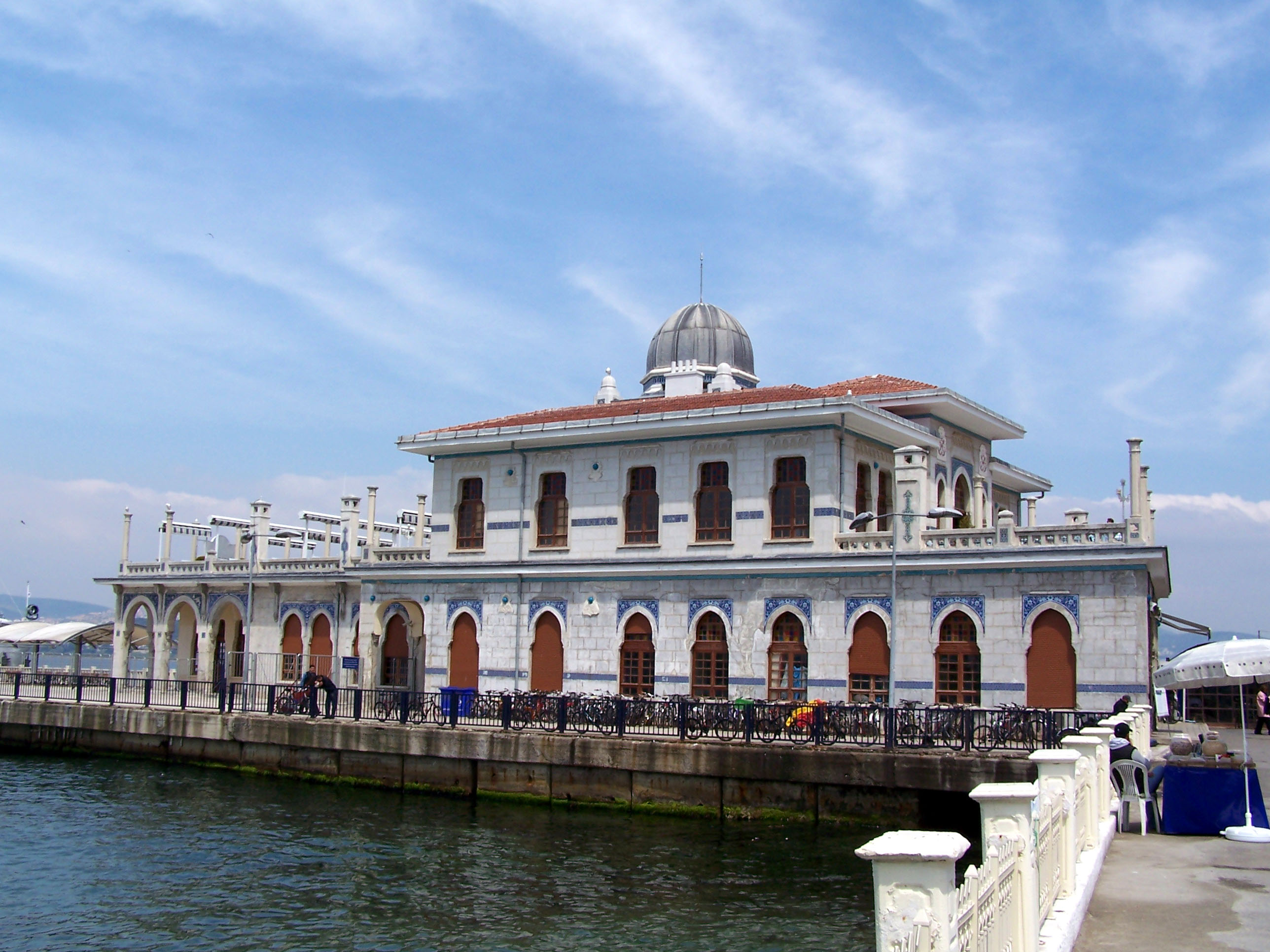
Пристань для поромів
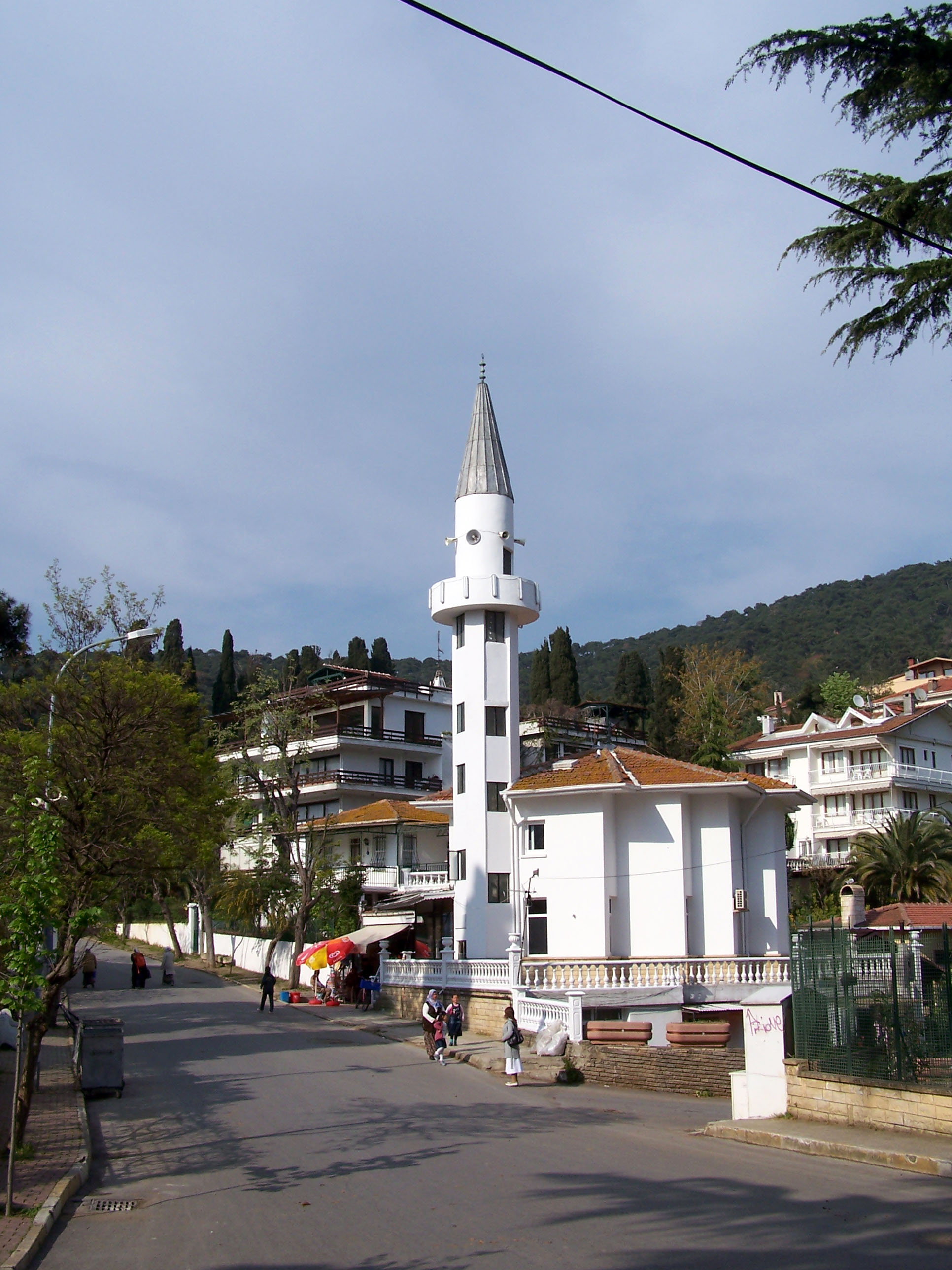
Мечеть
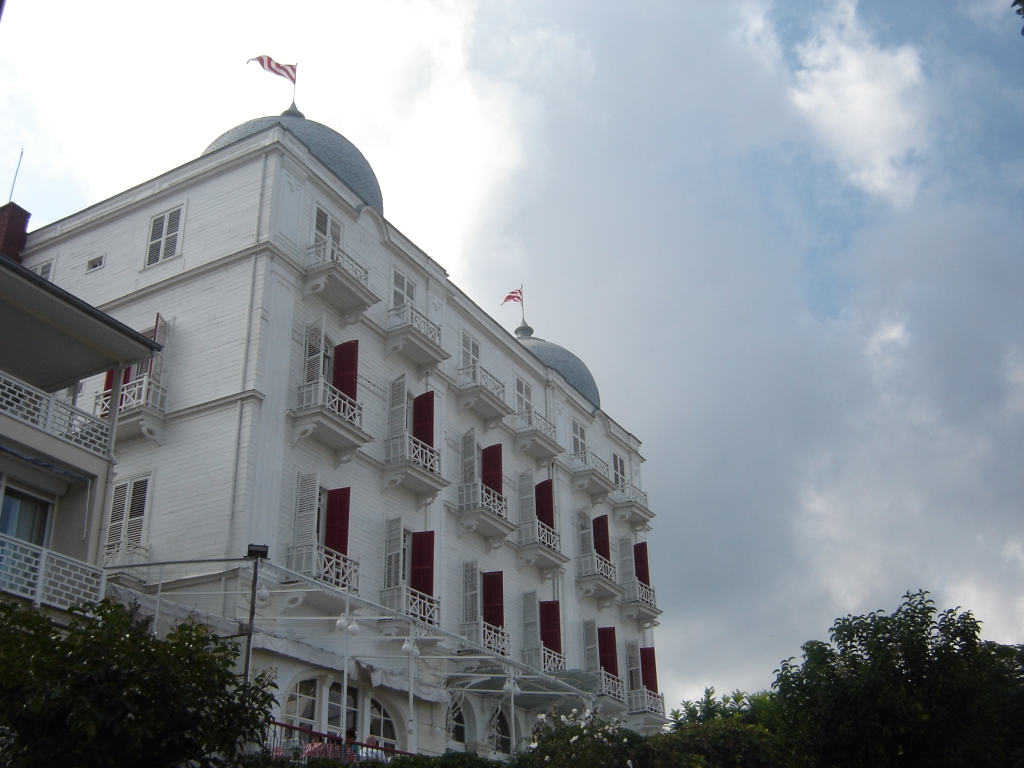
Готель Splendid Palace Hotel (1908)
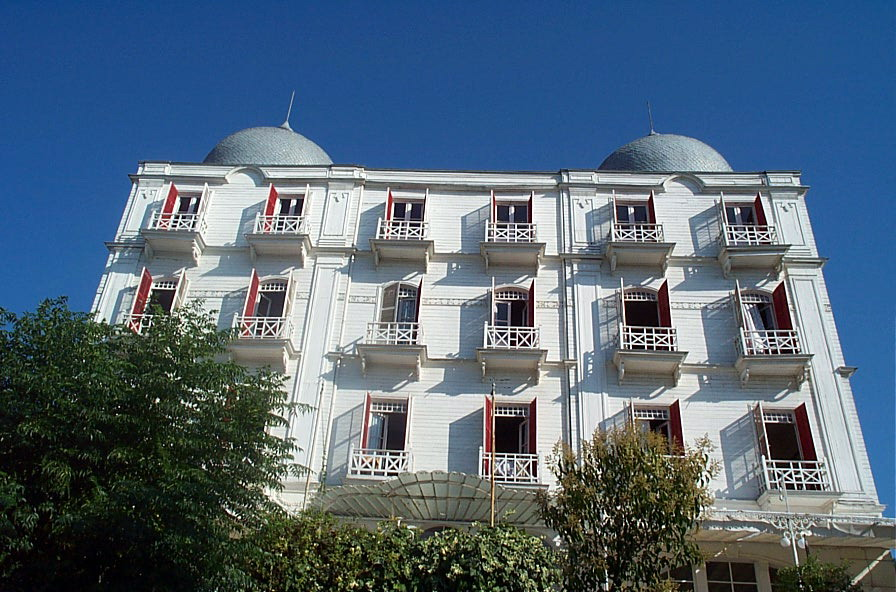
Історичний Splendid Palace Hotel (1908) біля порту Бююкада
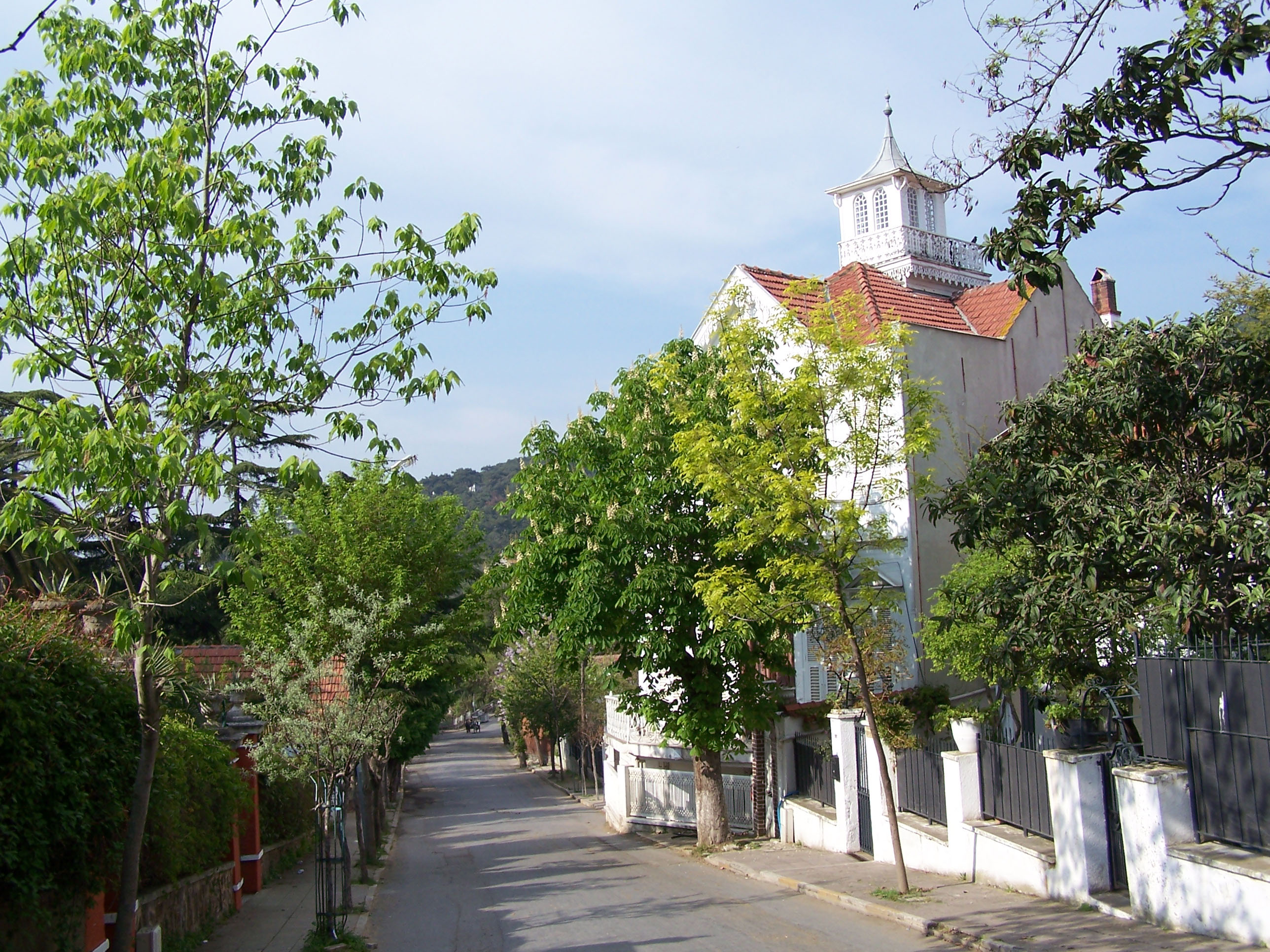
Типова вулиця
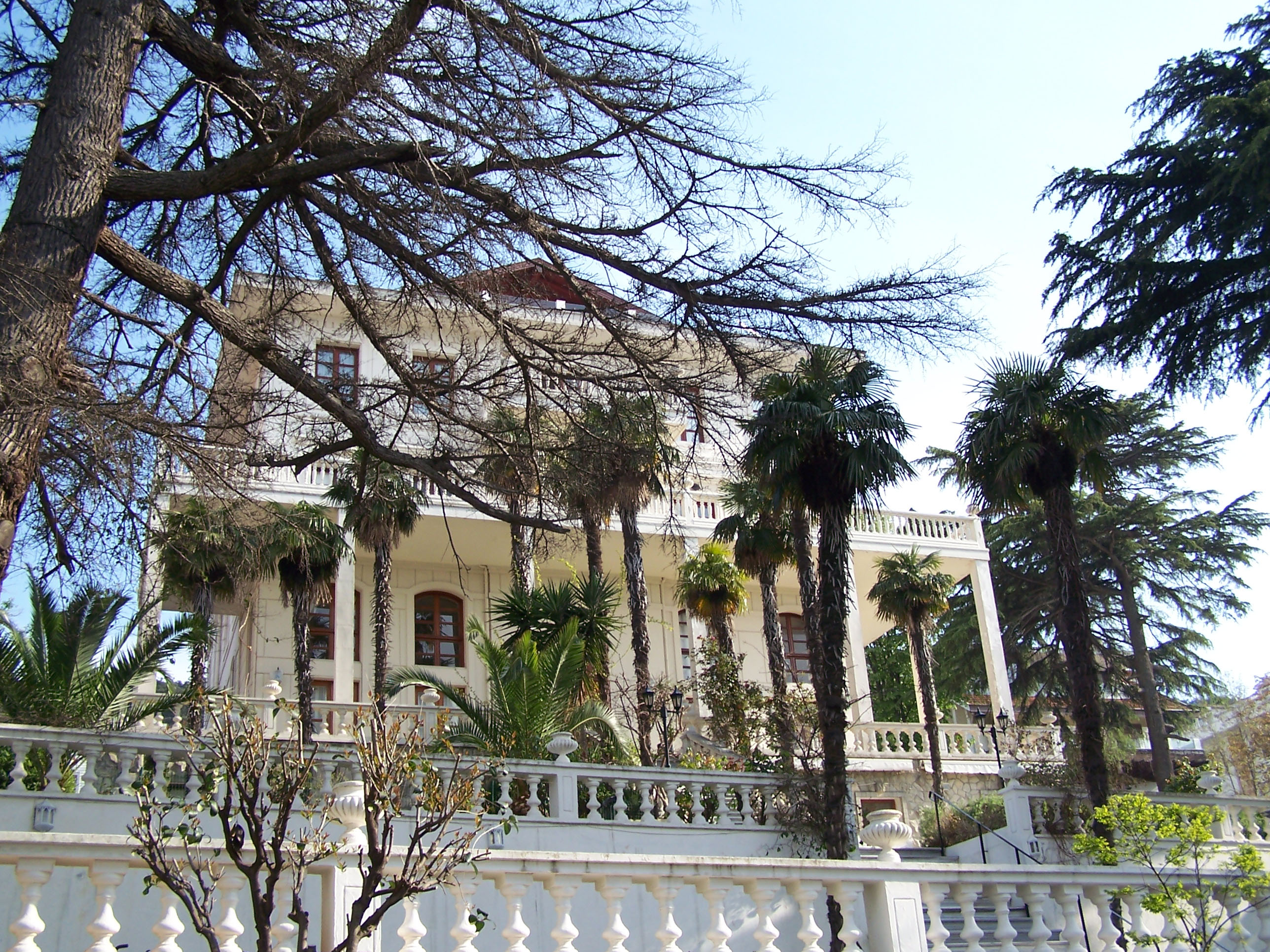
Типовий особняк османської епохи в Бююкада
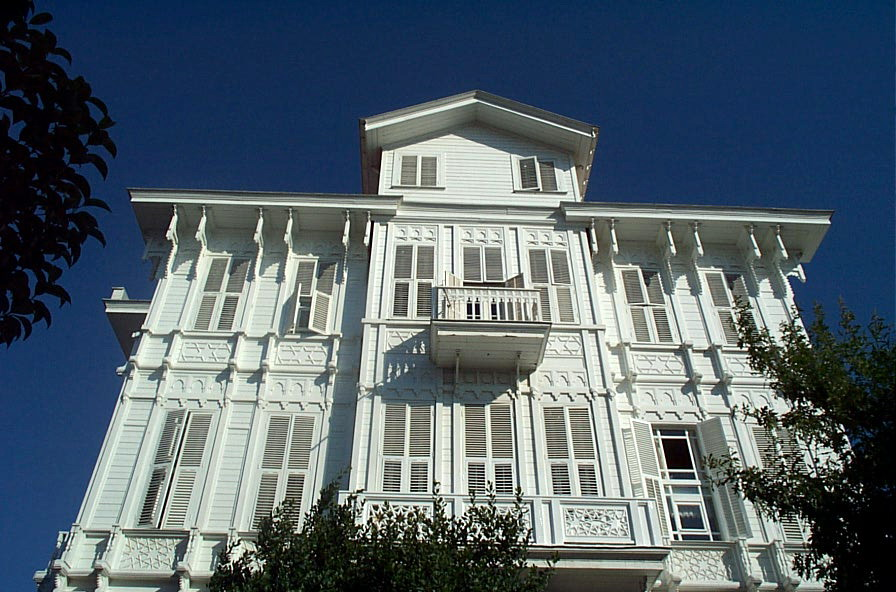
Типовий особняк османської епохи в Бююкада
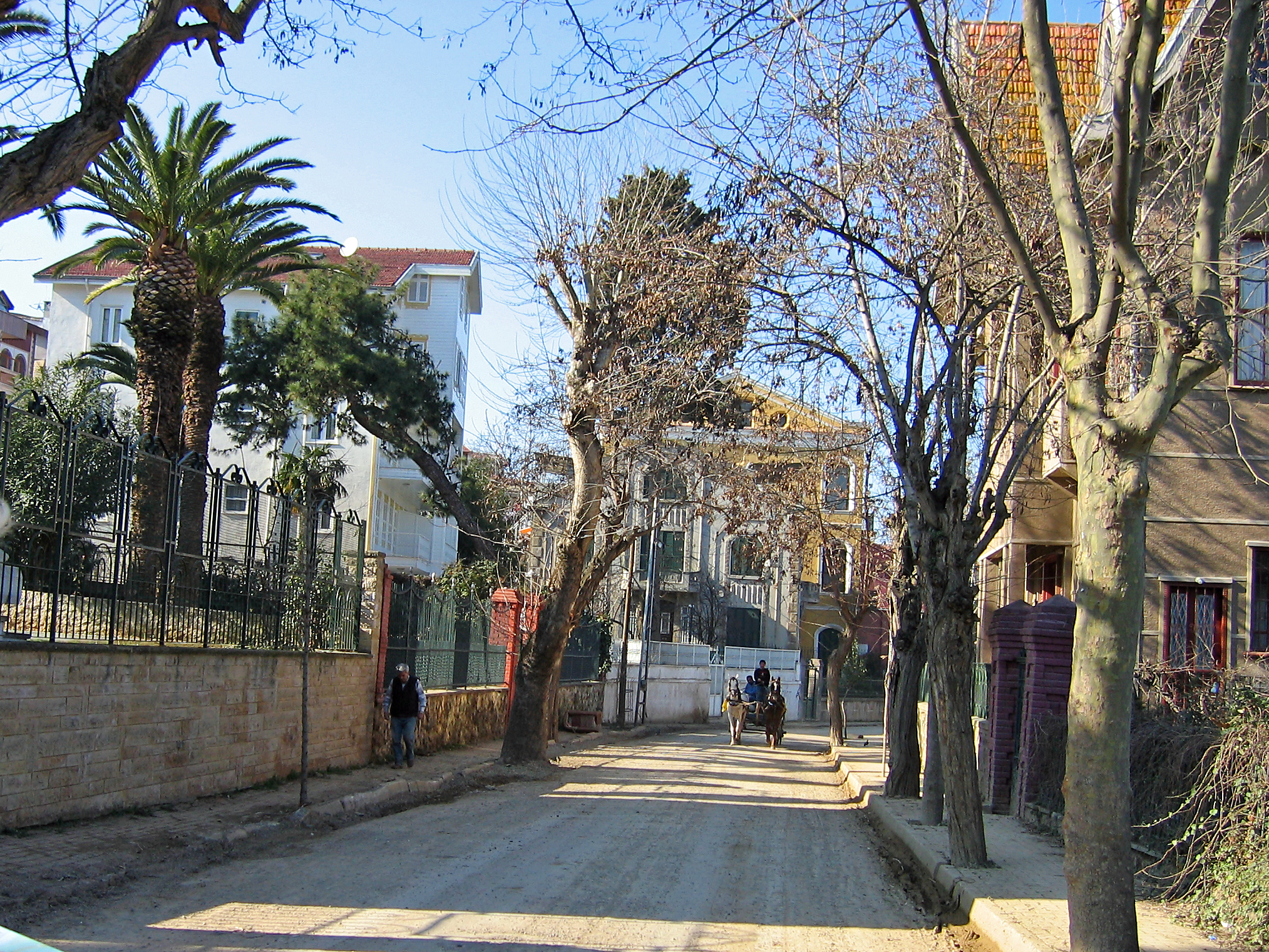
Будинки османської епохи на вулицях Бююкада

## Відомі уродженці
- Фотій II — Константинопольський патріарх (1929-1935).